# Thuận Mỹ
Thuận Mỹ là một xã thuộc tỉnh Tây Ninh, Việt Nam. 

## Địa lý
Xã Thuận Mỹ, có vị trí địa lý:
- Phía đông giáp xã Cần Đước và phường Bình Xuân thuộc tỉnh Đồng Tháp.
- Phía tây giáp xã Tầm Vu và xã An Lục Long.
- Phía nam giáp xã Đồng Sơn và xã Phú Thành thuộc tỉnh Đồng Tháp.
- Phía bắc giáp xã Vàm Cỏ.

Xã Thuận Mỹ có diện tích tự nhiên là 53,37 km², quy mô dân số năm 2025 là 39.330 người.

## Lịch sử
Sau ngày 30 tháng 4 năm 1975, địa bàn xã Thuận Mỹ hiện nay vốn là các xã Thanh Phú Long, Thanh Vĩnh Đông và Thuận Mỹ thuộc huyện Châu Thành, tỉnh Long An.
Ngày 20 tháng 9 năm 1975, Bộ Chính trị Ban Chấp hành Trung ương Đảng Lao động Việt Nam ban hành Nghị quyết số 245-NQ/TW về việc bỏ khu, hợp tỉnh. Theo đó, dự kiến hợp nhất những tỉnh Mỹ Tho, Gò Công, Long An và Bến Tre thành một tỉnh mới, tỉnh được hợp lại sẽ đề nghị Nhà nước quyết định tên và và tỉnh lỵ của tỉnh mới.
Ngày 20 tháng 12 năm 1975, Bộ Chính trị Ban Chấp hành Trung ương Đảng Lao động Việt Nam ban hành Nghị quyết số 19/NQ về việc điều chỉnh hợp nhất một số tỉnh ở miền Nam. Theo đó, dự kiến hợp nhất các tỉnh Long An và Kiến Tường thành một tỉnh mới.
Ngày 24 tháng 2 năm 1976, Hội đồng Chính phủ Cách mạng lâm thời Cộng hòa miền Nam Việt Nam ban hành Nghị định về việc giải thể khu, hợp nhất tỉnh ở miền Nam Việt Nam. Theo đó, địa giới tỉnh Long An (mới) gồm tỉnh Long An (cũ) và tỉnh Kiến Tường.
Ngày 11 tháng 3 năm 1977, Hội đồng Chính phủ ban hành Quyết định số 54-CP về việc hợp nhất một số huyện thuộc tỉnh Long An. Theo đó, hợp nhất huyện Châu Thành và huyện Tân Trụ thành một huyện lấy tên là huyện Tân Châu, các xã Thanh Phú Long, Thanh Vĩnh Đông và Thuận Mỹ thuộc huyện Tân Châu.
Ngày 19 tháng 9 năm 1980, Hội đồng Bộ trưởng ban hành Quyết định số 298-CP về việc chia huyện Mộc Hóa thuộc tỉnh Long An thành huyện Mộc Hóa và huyện Tân Thạnh và đổi tên huyện Tân Châu cùng tỉnh thành huyện Vàm Cỏ. Theo đó, đổi tên huyện Tân Châu thành huyện Vàm Cỏ, các xã Thanh Phú Long, Thanh Vĩnh Đông và Thuận Mỹ thuộc huyện Vàm Cỏ.
Ngày 4 tháng 4 năm 1989, Hội đồng Bộ trưởng ban hành Quyết định số 36-HĐBT về việc phân vạch địa giới hành chính huyện Vàm Cỏ thuộc tỉnh Long An. Theo đó, chia huyện Vàm Cỏ thuộc tỉnh Long An thành hai huyện lấy tên là huyện Châu Thành và huyện Tân Trụ, các xã Thanh Phú Long, Thanh Vĩnh Đông và Thuận Mỹ thuộc huyện Châu Thành.
Ngày 12 tháng 6 năm 2025, Quốc hội khóa XV ban hành Nghị quyết số 202/2025/QH15 về việc sắp xếp đơn vị hành chính cấp tỉnh. Theo đó, sắp xếp toàn bộ diện tích tự nhiên, quy mô dân số của tỉnh Long An và tỉnh Tây Ninh thành tỉnh mới có tên gọi là tỉnh Tây Ninh.
Trước khi sắp xếp:
- Xã Thanh Phú Long có diện tích tự nhiên là 20,04 km², quy mô dân số năm 2025 là 15.648 người[11] với 9 ấp: Bào Dài, Phú Tây A, Phú Tây B, Thanh Bình 1, Thanh Hòa, Thanh Long, Thanh Phú, Thanh Tân, Thanh Quới[12][13].
- Xã Thanh Vĩnh Đông có diện tích tự nhiên là 11,37 km², quy mô dân số năm 2025 là 8.151 người[11] với 4 ấp: Thanh Bình, Vĩnh Viễn, Xuân Hòa 1, Xuân Hòa 2[14][15].
- Xã Thuận Mỹ có diện tích tự nhiên là 21,96 km², quy mô dân số năm 2025 là 15.531 người[11] với 9 ấp gồm: Bình An, Bình Khương, Bình Thạnh 1, Bình Thạnh 2, Bình Thới 1, Bình Thới 2, Bình Thạnh 3, Bình Trị 1, Bình Trị 2[16][17].

Ngày 16 tháng 6 năm 2025, Ủy ban Thường vụ Quốc hội khóa XV ban hành Nghị quyết số 1682/NQ-UBTVQH15 về việc sắp xếp các đơn vị hành chính cấp xã của tỉnh Tây Ninh năm 2025. Theo đó, sắp xếp toàn bộ diện tích tự nhiên, quy mô dân số của các xã Thanh Phú Long, Thanh Vĩnh Đông và Thuận Mỹ [huyện Châu Thành, tỉnh Long An] thành xã mới có tên gọi là xã Thuận Mỹ.

## Giao thông
Tỉnh lộ 827 đi qua địa bàn nối liền từ xã Thanh Phú Long đến xã Thanh Vĩnh Đông.

## Tên gọi
Địa giới xã Thuận Mỹ được hình thành như ngày nay xuất phát từ việc hợp nhất 02 làng đó là Thuận Lễ và làng Chí Mỹ, trong thời kỳ pháp thuộc đầu thế kỷ XX.
Những cư dân tiên của vùng đất Thuận Lễ và Chí Mỹ khi đó hầu hết là người dân miền Trung. Họ đi theo các Quan triều đình nhà Nguyễn đi khai khẩn lập nghiệp vùng đất phía Nam lập làng, lập ấp... Trong cuộc di cư vào vùng đất này, họ Nguyễn và họ Lê có số lượng người tham gia đông đảo nhất. Để tưởng nhớ và tỏ lòng thành kính biết ơn các vị tiền hiền có công khai phá vùng đất này Hàng năm, cứ vào mùng 9 tháng Giêng âm lịch con cháu trong dòng họ đều tổ chức Đám Việc Lề dâng những lễ vật đơn sơ để cúng các đấng bề trên.